# 出所祝い
『出所祝い』は、1971年10月30日に公開された日本映画。監督は五社英雄、主演は仲代達矢。

## 概要
東宝が「東映任侠路線」に殴り込みをかけた第一作。健全さを社是としてきた東宝は、東映が「任侠路線」で映画不況を独り勝ちする状況であっても、「何もやくざ映画までやることはない」とヤクザの企画は否定してきた。しかし止まらない凋落状態に、ついにヤクザとピンク（東映ポルノ）で売りまくる黒字東映に倣い、"禁断の実"に手を出した。東宝内では批判勢力もあったが、当てたいという期待があり製作が断行された。ただし、東宝本体ではなく、系列傘下の東京映画での製作となった。

## あらすじ
昭和初期の津軽を舞台に、伐採した材木を運ぶ軽便鉄道の利権をめぐって二大ヤクザ組織がしのぎを削る。

## スタッフ
- 製作：藤本真澄、椎野英之、佐藤正之
- 脚本：田坂啓、五社英雄
- 撮影：岡崎宏三
- 美術：小島基司
- 録音：原島俊男
- 照明：榊原庸介
- 音楽：佐藤勝
- 整音：西尾曻
- 協力：下北の人びと
- 監督助手：渥美和明
- 編集：諏訪三千男
- 現像所：東洋現像所
- フィルム提供：マツダ フィルム・ライブラリー
- 製作担当者：大久保欣四郎

## 出演者
- 岩橋清治：仲代達矢
- 尾関軍次郎：安藤昇
- 綾[要出典]：栗原小巻
- お夕：江波杏子
- 小野寺努：黒沢年雄
- 榊哲之助：夏八木勲
- 津村松造：田中邦衛
- 田中浩
- だんまりの秀：長谷川弘
- 佐藤京一
- 北城寿太郎
- 川口敦子
- 新高恵子
- 愛樹ルミ
- 堀井永子
- 新田勝江
- 東家浦太郎
- 三田村元
- 灰地順
- 浅若芳太郎
- 宮沢元
- 天本英世
- 加賀麟太郎
- 細井利雄
- 津々井浩二
- 西條満
- 平沢信夫
- 速水謙
- 花田豪
- 松田春翠
- 鳴島栄次郎
- 津軽南部麻美
- 高橋竹山
- ナレーター：井川比佐志
- 浅倉玄竜：丹波哲郎

## 製作
1969年に『御用金』（東宝配給）、『人斬り』（大映配給）と二本も興行成績ベストテンに送り込んだ五社英雄が監督に招かれ、主演に仲代達矢と『御用金』の"夢よもう一度"と、充分にお金をかけた大作に仕上げた。五社は「ギャングもので行きましょう」と進言したが、アメリカの独立プロに倣って東宝から映画の製作部門を切り離した初仕事だった藤本真澄東宝映画社長が「いや、ここは今までの東宝カラーにないものでいこう。となるとやくざ映画だろ」とやくざ映画の製作を決めた。藤本は「オレのクビがかかっている」とアタマを角刈りにした。テレビという新興暴力団にとことん食い荒らされた当時の映画界で、金になる映画といえば、東映が独り勝ち状態のヤクザとピンク（東映ポルノ）だった。製作の正式決定は1971年2月。『出所祝い』というタイトルを先に決め、そこから脚本、準備に約半年かけた。東宝はかつて日活が東映のやくざ映画を真似して失敗したことを充分承知で、日活の二の舞になっては東宝の看板に傷がつくと万全を期した。
五社監督は「東映やくざは高倉健や鶴田浩二だけがいいカッコする座長芝居だが、僕の作品は登場人物ひとりひとりに血を通わせ、アクションにしてもアイデアいっぱいで土俗的なリアルさで描く。単なるやくざ映画ではなく、大娯楽作にし、600円（当時の一般入場料）払ったお客さんに絶対に愚痴をこぼさせない」と吼えた。
製作費は1億5千万円と当時の東宝作品の平均からいうと2倍の金額。

### 撮影
五社監督はリアルな大作をという意気込みで、仲代達矢、田中邦衛、黒沢年雄ら全男優に角刈りを命じ、女優も地髪でと、大映から借りた江波杏子をはじめ、新人・愛樹ルミなど髪の長い女優を集めた。安藤昇を招いたのはヤクザの世界の教えを請うため。東宝で初めてのヤクザ映画をそれもリアリズムでやることになり、スタッフは大混乱に陥った。加藤泰監督の東映『明治侠客伝 三代目襲名』など、東映の任侠映画を何本も繰り返し参考試写で観たが、手打ち式のスタイル一つにしてもキマリが分からず。東映のように刑務所のオープンセットもない。舞台は昭和初期の設定で、数年来現代ものしか作ってなかった東宝にとっては、美術関係にも大変苦しんだ。
1971年8月7日、青森県下北半島ロケからクランクイン。下北ロケは9月上旬まで。その後セット撮影で10月5日クランクアップ。当時の映画としてはたっぷりの約3ヵ月に及ぶ撮影期間。対する東映『昭和残侠伝 吼えろ唐獅子』は8作目でもあり、手慣れたもので、高倉が江利チエミとの離婚会見を開いた1971年9月3日の後クランクインし、ロケなし、全てスタジオで撮影し僅か25日で撮り上げた。

## 宣伝

### キャッチコピー
ままよ人間五十年

短かく咲くのも生まれ星！

ねぶた祭の太鼓が合図

津軽の海にドス清め

血のり化粧の乱れ打ち！

今が盛りの菊よりも

きれいに咲くぜ

唐獅子牡丹！

。

### 試写会
映画評論家やジャーナリストを集めた試写会は、東宝は当時、東宝会館8階の試写室で行っていたが、東映ヤクザへの本気のなぐり込みをアピールすべく、封切劇場である日比谷映画劇場で人気上昇中のマーク・レスター主演『小さな目撃者』の最終上映を潰して行われた。津軽から太鼓の名人を呼び、劇場前で津軽太鼓をデンデンと打ち鳴らし、大層な景気をつけた。

## 興行
シルバーウィークは数年来、東映は高倉主演の任侠映画を掲げていたため、東宝が同時期にヤクザ映画をぶつけてきたのは東宝一家のなぐり込みと取られた。封切初日は先着百人に"仁義杯"という安藤昇の書いた"仁義"の文字を焼いた杯を配った。ケンカを売られた東映は、岡田茂が社長に就任して間がない時期で、負けるわけにはいかないと高倉健主演、年一本の「昭和残侠伝シリーズ」第8作『昭和残侠伝 吼えろ唐獅子』を『出所祝い』にぶつけた。「昭和残侠伝シリーズ」は高倉の主演シリーズだが、『出所祝い』を潰すべく、急遽台本を書き換え、東映の高倉と並ぶ二枚看板・鶴田浩二を出演させ、ポスターも高倉と鶴田を同等に扱うデザインに変更した。鶴田以外にも松方弘樹、松原智恵子などを加え、オールスターキャストに格上げした。台本を読んでいた東映の社員が試写を観て、ストーリーが変わっていてビックリした。結果、『昭和残侠伝 吼えろ唐獅子』は1971年下期最高の成績を挙げ『出所祝い』を一蹴、錦上花を添えた。東映はこれまでも大映や日活からヤクザ路線の割り込みをされたが、その都度、相手を上回る企画で叩いてきたが、今回も同様の結果になった。東映は鼻高々で、「かつて日活はウチを真似てヤクザ映画を作るときに深夜、劇場でファンの声を分析したんですよ。10年間ウチが任侠映画をやって人気を保ってきた。その分析を東宝サンは全くしてない。当然の結果です」などと話した。『出所祝い』の封切日に戦況視察に上野宝塚（東映封切館）を訪れた岡田茂東映社長と隣り合わせの上野東宝（東宝封切館）に来ていた藤本真澄東宝専務・東宝映画社長がバッタリ顔を合わせた。この2人は、もともと飲み友達で仲が良く、岡田茂の息子・岡田裕介が藤本一家にワラジを脱いでいることもあって舌戦とはならず。藤本は「岡田さんの前だが、いつまでもやくざ映画を東映ペースにさせてはおけない。ウチは横綱の胸を借りるつもりで頑張るよ」などと話し、岡田は「私も大川社長（大川博）の跡目を継いだばかりのところへ東宝さんになぐり込みをかけられ、これに敗れたら一大事と、全社的に大勝負を号令しました。いい意味で刺激を頂きました」などと話し、「映画界は超非常事態。死ぬ気でやらなければ活動屋失格だよ」と二人で総長手打ち式の結論を出した。

## 作品の評価
個人としての怒りが"仁義"というフィルターをくぐることによって絶望的なロマンの世界をつくり上げる東映ヤクザ映画に比べると、仲代達矢のヤクザは、かつて、石原裕次郎などの演じた日活アクションの特色だった個人の激情（怒り）が中心に描かれる。東映ヤクザ映画の大きな特長であるガマン劇ではない。
東宝としては、少しでも東映の観客を取ろうとの目論見であったが、高倉健のファンから、むしろ反撥を買った。東宝の敗因として『出所祝い』というタイトルも陰性で、仲代達矢もどちらかといえば陰性なので、東映の娯楽映画としての面白さとは質が違う、『御用金』のようアクションもなく、『人斬り』のようなドラマの情念もなく、中途半端に終わった、しかしこれまで明るく清くをモットーとしてきた東宝がヤクザ映画を作ったことは、東映にも刺激になり、映画界全体を活気づけることになる、それだけでも『出所祝い』には意義があったなどと評された。

## エピソード
本作のロケで訪れた下北半島を気に入った安藤昇が、晴れた日には北海道が望める風光明媚な下北郡大畑町大字大畑字鍵掛の津軽海峡に面した土地を買った。買値は一坪1000円で約5万平方メートル。安藤としては釣りを楽しんだり、自分を見つめ直す時間も欲しいという夢を叶えるものだったが、登記をしたまま土地をそのままにしておいたら、1972年の暮れ頃、買った土地にNHKのテレビ塔が建った。ビックリしてNHK青森放送局に抗議するなどしたが、NHKも地権者から正当に土地を買ったと主張した。人里離れた奥地の広い土地は境界線が明確でないことは珍しくなく、よくあることだった。ハラを立てた安藤が「NHK会長と刺し違える」などとマスメディアに騒ぎ、大きな騒動になった（その後の経過は不明）。